# Lilias Trotter
Isabella Lilias Trotter (Marylebone, 14 de julio de 1853 - El Biar, 27 de agosto de 1928), fue una artista británica y misionera protestante en Argelia.

## Biografía

### Primeros años
Lilias Trotter nació en Marylebone, Londres, hija de Isabella y Alexander Trotter, un próspero corredor de bolsa del Coutts Bank. Sus padres eran cultos, intelectualmente curiosos e inclinados al humanitarismo. Isabella Strange, una anglicana de la corriente Low Church e hija del administrador colonial Thomas Andrew Lumisden Strange, se casó con Alexander tras la muerte de su primera esposa, quien le había dado seis hijos. Lilias fue la primera de tres hijos de este segundo matrimonio.Aunque la muerte de su padre cuando tenía doce años la afectó profundamente, a familia solo vio reducida su posición económica de forma moderada. Al año siguiente, se mudaron a 40 Montagu Square, donde fueron vecinos del escritor Anthony Trollope.
En su juventud, Trotter y su madre fueron influenciadas por el Movimiento de la Vida Superior (Higher Life Movement), y Lilias se unió al equipo de voluntarios que asesoraban a los asistentes a las campañas evangelísticas de Dwight L. Moody en Londres. Aunque era en gran parte autodidacta, su madre creía que tenía un talento excepcional y, en 1876, envió algunos de sus dibujos al crítico de arte y filósofo social John Ruskin, quien quedó impresionado.Se convirtió en su alumna informal y amiga, a pesar de la diferencia de edad.Ruskin afirmó que si se dedicaba plenamente al arte, podría llegar a ser "la mejor pintora viva y hacer obras inmortales".
Sin embargo, en mayo de 1879, Trotter decidió que no podía entregarse al arte sin comprometer su fe y su servicio a Dios. Aunque continuó en contacto con Ruskin, este nunca dejó de esperar que retomara su carrera artística.En su lugar, se dedicó a labores en la Asociación Cristiana de Mujeres Jóvenes (YWCA), donde llegó a ser secretaria,y realizó un trabajo significativo con mujeres en situación de prostitución, animándolas a buscar una vida alternativa.
En 1884, su salud comenzó a deteriorarse y, tras someterse a una cirugía menor, quedó con un daño cardíaco permanente.

### Misión en Argelia
Durante los años siguientes, Trotter sintió un llamado misionero hacia tierras no cristianas. En mayo de 1887, al escuchar un llamado para evangelizar en el norte de África,se levantó y declaró: «Dios me está llamando».Solicitó ser misionera en la North Africa Mission, pero fue rechazada por problemas de salud. Sin embargo, al tener los recursos para mantenerse por su cuenta, la misión permitió que trabajara en armonía con ellos sin ser miembro oficial.
En marzo de 1888, Trotter llegó a Argel junto con dos compañeras financieramente independientes.Sin contactos ni conocimiento del idioma, comenzaron a estudiar árabe y a adaptarse a la vida local. Los primeros años fueron difíciles, pero con perseverancia lograron acceder a la comunidad argelina, especialmente a las mujeres, a través de sus hijos. Trotter consideraba que el trabajo con mujeres era una vía clave para introducir el cristianismo en la cultura islámica.
Los conversos enfrentaban rechazo y persecución, llegando incluso a ser golpeados, expulsados o envenenados con drogas que afectaban la mente y la voluntad. Algunos murieron, y Trotter veía en su fallecimiento un descanso seguro en el cielo.
Su salud se deterioró aún más, lo que la obligó a pasar temporadas de convalecencia en Europa. Además, las autoridades coloniales francesas sospechaban de las actividades misioneras británicas y dificultaban su labor, llegando a seguirlas con espías y a intentar desviar a los conversos con programas alternativos.A pesar de estos obstáculos, en 1906 la situación mejoró con el acercamiento entre Inglaterra y Francia. En 1907, cinco nuevos misioneros se unieron a su equipo, y para 1920 ya contaban con treinta trabajadores a tiempo completo y quince estaciones de predicación.
Aunque nunca solicitó fondos, confiando en la provisión de Dios, su misión creció y se consolidó. Además, buscó adaptar el evangelismo a la cultura argelina con métodos innovadores, como cafés cristianos, lecturas rítmicas de la Biblia con acompañamiento de tambores y talleres de bordado para niñas. También diseñó tarjetas con versículos bíblicos escritos por calígrafos árabes, respetando el estilo nativo.

### Últimos años y legado
Postrada en cama en sus últimos años, Trotter continuó escribiendo, dibujando y dirigiendo la misión.En 1924, Belle Patrick se convirtió en su secretaria tras haber sido una de las primeras mujeres abogadas en Escocia.Antes de morir, pidió oración para poder escribir una última carta a la misionera Amy Carmichael. En su lecho de muerte, mientras sus acompañantes cantaban un himno, exclamó: «Un carruaje con seis caballos». Al preguntarle si veía algo hermoso, respondió: «Sí, muchas cosas hermosas».
En 2015, su vida fue llevada al cine en el documental Many Beautiful Things: The Life and Vision of Lilias Trotter, con Michelle Dockery como su voz y John Rhys-Davies como la de John Ruskin.

## Obras
- Parables of the Cross (Londres: Marshall Brothers, 1890)
- Parables of the Christ-life (Londres: Marshall Brothers, 1899)
- Between the Desert and the Sea (Londres: Marshall, Morgan and Scott, 1929)
- The Way of the Sevenfold Secret (Turnbridge Wells, Inglaterra: Nile Mission Press, 1933)
- The Master of the Impossible: Sayings, for the Most Part in Parable (editado por Constance Padwick) (Londres: SPCK, 1938)
- Cherry Blossom
- Sand Lilies
- Focussed: A Story and A Song
- Vibrations
- Trained to Rule
- A Thirsty Land and God's Channels
- A South Land
- Smouldering
- A Ripened Life
- A Life on Fire
- Heavenly Light on the Daily Path
- A Challenge to Faith
- Back-ground and Fore-Ground
- Winter Buds